# Будник, Йовита
Йовита Будник (пол. Jowita Budnik; род. 28 ноября 1973, Варшава, ПНР) — польская актриса театра и кино.

## Биография
Будник родилась в Варшаве и училась в Варшавском университете.
Она дебютировала в кино в 1985 году в возрасте 11 лет в фильме Радослава Пивоварского «Kochankowie mojej mamy». Она снялась в таких фильмах, как «Papusza», «Plac Zbawiciela» и «Jeziorak», а также в телесериалах «'Л' значит Любовь» и «В лабиринте». В 2017 году она получила награду за лучшую женскую роль на чикагском Международном кинофестивале за роль в фильме «Птицы поют в Кигали».